# Angelo Costantini

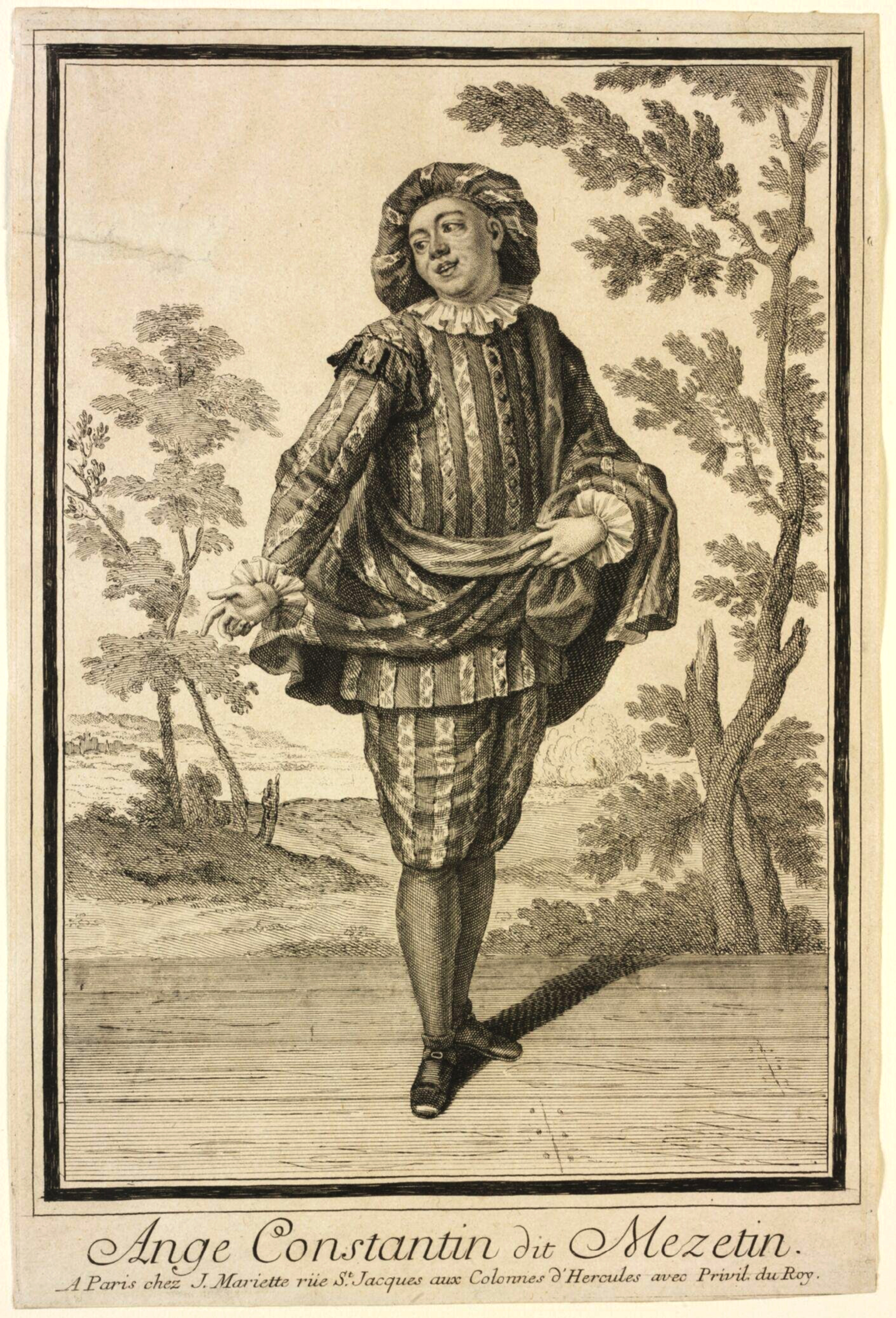
Ange Constantin dit Mezetin, stampa pubblicata da Jean Mariette, Parigi

Angelo Costantini (Verona, 1655 – Verona, 1729) è stato un attore teatrale e scrittore italiano.

## Biografia
Angelo Costantini discendeva da una famiglia di comici veronesi: suo padre Costantino vestiva i panni di Granellino e anche sua madre Domenica era attrice e recitava come Corallina. Si unì a una troupe di comici della commedia dell'arte e recitò per il duca di Modena, poi per il duca di Parma, quindi a Venezia. Copriva le parti di Arlecchino. Suo fratello Giovanni Battista Costantini faceva la parte di primo amoroso, col nome Cintio, poi Ottavio. Angelo ebbe un figlio attore: Gabriele che recitò come Arlecchino. In seconde nozze Angelo Costantini sposò il soprano bolognese Livia Nannini.
Intorno al 1683 ritroviamo Angelo Costantini a Parigi, alla Comédie-Italienne, nel ruolo di Mezzettino (in francese Mezzetin), uno Zanni ingentilito nei modi e che funge da secondo servo, dopo il primo servo che è Arlecchino. Angelo Costantini, modificato il suo personaggio in servo pronto e furbo, anzi astuto, si presentava al pubblico senza la maschera, al contrario del confratello Arlecchino.

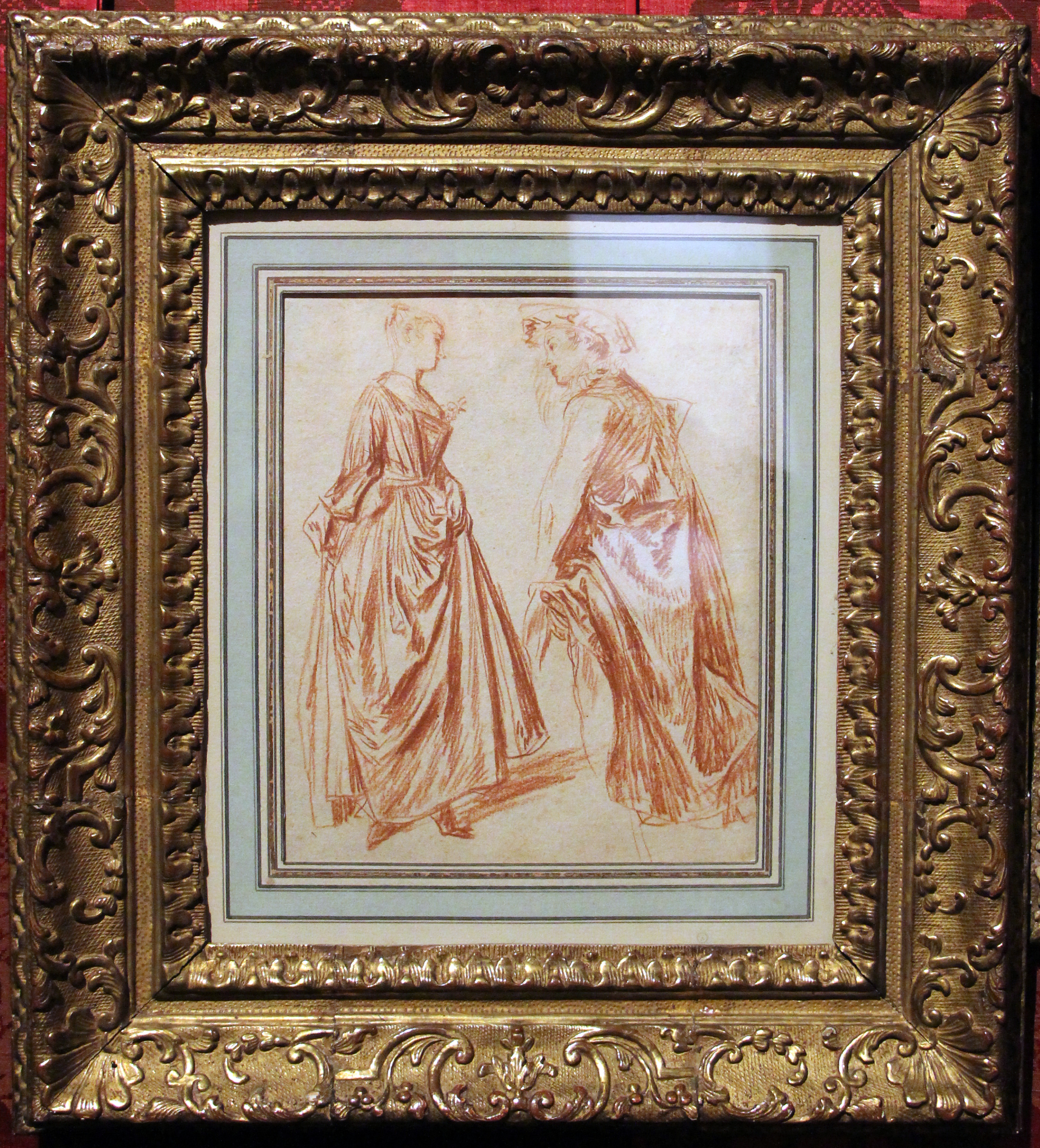
Antoine Watteau, Ragazza e Mezzetin, 1716 circa, Musée Cognacq-Jay

### Scontro con Evaristo Gherardi
Angelo Costantini recitava nella Compagnia diretta da Evaristo Gherardi (il famoso Arlecchino) che si esibiva all'Hôtel de Bourgogne. Gherardi fu sommerso da critiche dagli attori della sua stessa Compagnia che gli chiedevano di distruggere la prima edizione della sua raccolta teatrale, intitolata Le Théâtre italien, che era il repertorio rappresentato o da rappresentarsi all'Hôtel de Bourgogne. Uno dei motivi di attrito era la pièce Descente de Mezzetin aux Enfers, di Regnard, che nella prima edizione (del 1694) della raccolta Le Théâtre italien, era diventata inspiegabilmente: Descente d'Arlequin aux Enfers.
Disgustato dalle infocate polemiche tra gli attori e il loro capocomico, Luigi XIV di Francia il 13 maggio 1697 firmò la chiusura dell'Hôtel de Bourgogne: la possibilità di lavoro, per gli attori italiani, da quel momento era compromessa in Francia.
Sciolta la troupe Italienne Costantini, divenuto capocomico per la morte improvvisa di Gherardi, vagò per i teatri di mezza Europa: nel 1701 la sua Compagnia fu ingaggiata dal principe elettore di Sassonia Federico Augusto I e nel 1715 Costantini si trasferì in Spagna, con la sua nuova Compagnia dei Truffaldini. Nel 1729 tornò a Parigi, ma dopo qualche settimana, sentendosi vecchio e stanco, si ritirò dalle scene e si rifugiò a Verona, dove morì dopo pochi mesi.
La maschera di Mezzettino ha ispirato molti dipinti e disegni di Antoine Watteau e nel Settecento è stata rappresentata in porcellana. Jean de La Fontaine scrisse versi elogiativi in memoriam di Angelo Costantini, che furono posti sotto un suo ritratto. Una cartolina postale, a fotoincisione, è stata pubblicata in Francia.

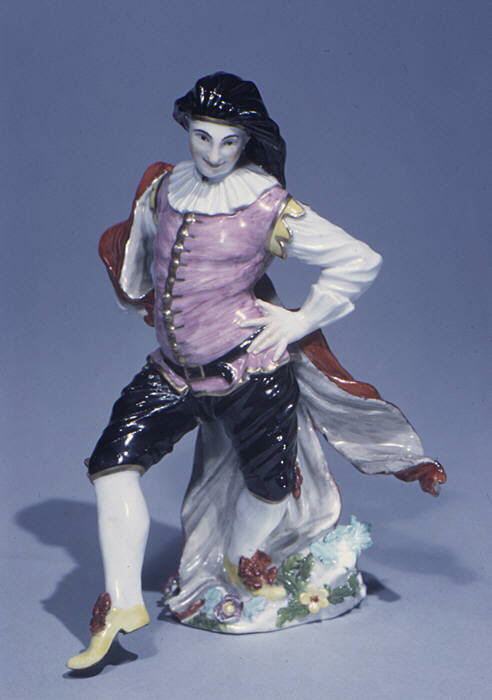
Porcellana di Meissen, Mezzetin, 1740 circa MET

### La vie de Scaramouche
Nel 1695 uscì a Parigi un romanzo in francese, in cui Angelo Costantini raccontava la vita del famoso comico napoletano Tiberio Fiorilli, che aveva incantato i parigini, nel ruolo di Scaramouche: era stato l'attore della commedia dell'arte più celebre della sua epoca ed era morto nel 1694.
In questo romanzo, realtà e finzione, documenti autentici ed elementi narrativi si intrecciavano. Esempio di un genere letterario improntato ai coevi romanzi picareschi che dalla Spagna giungevano in Francia, la storia di Scaramouche, pur di discutibile attendibilità storica, incrementò il mito della maschera, ma condizionò anche la successiva ricostruzione storica della vita di Tiberio Fiorilli che rimase ancorata alla ricostruzione, parzialmente romanzata, di un testimone oculare. La prima traduzione in italiano è del 1973.